# 纽约州议会大厦
纽约州议会大厦是美国纽约州的议会大厦，纽约州议会所在地，位于该州首府奥尔巴尼。1899年建成，耗资2500万美元，是当时最豪华的政府大厦。1979年列为国家历史地标。

## 外部連結
- New York State Capitol Virtual Tour （页面存档备份，存于）
- New York State Capitol （页面存档备份，存于） at Emporis Buildings
- New York State Capitol（页面存档备份，存于） at Wonders of the World Databank （页面存档备份，存于）
- New York State Capitol Tour Program
- New York State Capitol History and Timeline （页面存档备份，存于）
- 美国历史建筑调查（HABS） No. NY-404, "New York State Capitol", 2 photos, 1 photo caption page
- New York State Capitol: 30 photos（页面存档备份，存于）
- Structurae数据库中New York State Capitol的数据